# Шошич, Маджид
Ма́джид Шо́шич (босн. Madžid Šošić; род. 12 августа 2002, Бугойно, Босния и Герцеговина) — боснийский футболист, полузащитник клуба «Хайдук Сплит» и сборной Боснии и Герцеговины. Выступает на правах аренды за «Радомлье».

## Карьера

### «Хайдук»
В августе 2020 года перешёл в молодёжку клуба «Хайдук» из Сплита. В июле 2021 года стал игроком первой команды.

### «Зриньски»
В июле 2021 года отправился в аренду в «Зриньски». Дебютировал в Премьер-лиге Боснии и Герцеговины 7 августа 2021 года в матче с «Железничаром».